# Norman Finkelstein
Norman Gary Finkelstein (New York, 8 dicembre 1953) è uno storico, politologo e attivista statunitense.
Ha compiuto i suoi studi nella Binghamton University di New York, poi nell'École pratique des hautes études di Parigi, conseguendo infine un dottorato in scienze politiche all'Università di Princeton. Ha insegnato nel Brooklyn College, nell'Hunter College, nella New York University ed infine nella DePaul University a Chicago (fino al settembre del 2007). I suoi principali campi di interesse sono l'olocausto e il conflitto arabo-israeliano.
Finkelstein ha guadagnato notorietà nel 2000 con la pubblicazione del suo libro L'industria dell'Olocausto (The Holocaust Industry) in cui sostiene che alcuni sfruttano la memoria dell'Olocausto come "arma ideologica" per garantire a Israele "l'immunità dalle critiche".
Notoriamente critico nei confronti di Israele, gli è stato proibito l'ingresso nel paese nel 2008, con un divieto di dieci anni. Ha etichettato Israele come "Stato suprematista ebraico", accusandolo di perpetrare un apartheid contro i palestinesi. Nei suoi scritti, utilizzando narrazioni personali, traccia un parallelo tra le sofferenze dei palestinesi sotto l'occupazione israeliana e gli orrori nazisti.
Norman G. Finkelstein fa uso, nella maggior parte dei suoi scritti e in ogni pagina del suo sito web, del nome Norman G. Finkelstein, probabilmente per dissipare qualsiasi confusione con l'omonimo saggista statunitense, Norman H. Finkelstein (che scrive ugualmente su Israele e sulla storia del sionismo).

## Biografia
Figlio di sopravvissuti ebrei del ghetto di Varsavia e poi del campo di concentramento di Auschwitz, Finkelstein si mise in luce con i suoi scritti relativi al conflitto arabo-israeliano e grazie alle polemiche suscitate dalla sua critica per ciò che egli chiama «L'industria dell'Olocausto»: termine col quale indica le organizzazioni e le personalità ebraiche (in particolare il Congresso ebraico mondiale o Elie Wiesel) che, a suo parere, hanno strumentalizzato la Shoah a fini politici (per sostenere la politica israeliana) o mercantili (ottenere indennizzi finanziari da parte della Germania e della Svizzera).
Finkelstein rivela che le sue ricostruzioni storiche furono innescate dall'indennizzo di 1.000 dollari statunitensi a testa offerto ai suoi genitori: cifra assai bassa a fronte di quanto versato da Germania e Svizzera e del numero di scampati ai campi di concentramento e di sterminio nazisti inizialmente rilevato dagli Alleati quando censirono i sopravvissuti nei lager. Tale cifra, a suo dire ben inferiore al milione di persone, sarebbe però continuamente lievitata per opera delle commissioni incaricate di fissare gli indennizzi, formate da israeliani e da statunitensi (israeliti e non israeliti) molto legati ad Israele, che così avrebbero liberato risorse finanziarie immense delle quali si sarebbe avvantaggiato lo Stato d'Israele, a detrimento degli effettivi scampati all'Olocausto.
La sua tesi di dottorato svolse inoltre una critica del best seller pubblicato nel 1984, From Time Immemorial, dell'autrice statunitense Joan Peters, che aveva fatto da cassa di risonanza del mito del "deserto" in cui i primi coloni israeliani si sarebbero insediati. È intervenuto in numerose trasmissioni televisive e radiofoniche in varie parti del mondo, per dibattere il tema del conflitto Israele/Palestina. In Italia, nel 2001, tenne una conferenza, assai polemicamente animata dalla stampa statunitense filo-israeliana presente a Roma, nella libreria Odradek, partecipando poi nell'Università di Teramo a un dibattito sul tema della cosiddetta Industria dell'Olocausto. Nel 2001 ha ottenuto una cattedra all'Università DePaul di Chicago.
Nel 2005, ha pubblicato Beyond Chutzpah: On the Misuse of Anti-Semitism and the Abuse of History in cui egli critica il libro The Case for Israel del professore di diritto di Harvard, Alan Dershowitz, qualificandolo "bufala universitaria". 
In esso denuncia quelle che reputa le generalizzazioni affrettate e le accuse di antisemitismo proferite da certe organizzazioni ebraiche nei confronti di quanti si oppongono alla politica dello Stato d'Israele. Alan Dershowitz ha minacciato l'editore di Beyond Chutzpah di azioni giudiziarie per diffamazione. Ha del pari chiesto pubblicamente all'Università DePaul di rifiutare a Finkelstein la nomina a professore.
Con una lettera del suo rettore Dennis Holtschneider, in data 8 giugno 2007, l'Università DePaul di Chicago ha rifiutato la sua candidatura a professore titolare dell'insegnamento di Scienze politiche. La commissione d'attribuzione delle cattedre ha biasimato il sostegno espresso dal Consiglio di Facoltà. L'avvocato Lynne Bernabei lo difenderà contro la decisione assunta dall'Università DePaul. Il 5 settembre 2007 l'Università gli ha vietato d'insegnare e ha preteso che egli sgomberasse il proprio ufficio. Finkelstein ha presentato le sue dimissioni nello stesso mese, dopo che le due parti hanno raggiunto un accordo stragiudiziale. Il giorno seguente, l'Università ha riconosciuto che Finkelstein è un «professore eccezionale e scientificamente prolifico».
L'avversario di Finkelstein, Alan Dershowitz, si è detto poco impressionato e ha dichiarato che «dire che Finkelstein è uno studioso è semplicemente una menzogna. Egli fa propaganda». Per parte sua, Finkelstein insiste nel dire che si è visto rifiutare il posto di professore a causa di pressioni esterne all'Università. In occasione d'una intervista col giornalista George McLeod pubblicata il 16 settembre 2007, egli paragona il suo caso di non-nomina a quello di Juan Cole dell'Università Yale, di Joseph Massad, di Nadi Abu el-Haj e di Rashid Khalidi. In tale intervista, Finkelstein afferma che la lobby israeliana è più potente di ogni altro gruppo d'interesse, ivi compresa quella degli anti-castristi o della lobby cinese.

## Divieto di ingresso in Israele nel 2008
Il 23 maggio del 2008 a Finkelstein fu negato l'ingresso in Israele per, secondo fonti israeliane, il sospetto che avesse avuto contatti con elementi ostili a Israele incluso un alto comandante degli Hezbollah in Libano. Finkelstein aveva visitato il sud del Libano e incontrato alcune famiglie libanesi durante la guerra del 2006. All'indomani del bombardamento di Qana, aveva detto:
Sul luogo del bombardamento disse:
Al suo arrivo all'aeroporto Ben Gurion fu interrogato e quindi imbarcato su un volo per Amsterdam, luogo da cui era partito. Il Jerusalem Post riportò che la decisione di non permettere l'ingresso in Israele di Finkelstein si basò su ragioni di sicurezza. Finkelstein è stato definito persona non grata in Israele per una durata di 10 anni.

## Opere
A seguito della pubblicazione nel novembre 2006 del libro Palestine: Peace Not Apartheid dell'ex presidente degli Stati Uniti, Jimmy Carter, Finkelstein ha pubblicato una critica dettagliata ed alquanto positiva del libro (pur rilevandone numerosi errori storici). Mentre il libro di Jimmy Carter divenne un best-seller, numerose critiche si sono levate contro di lui da parte di coloro che sono fautori dell'indipendenza della politica israeliana. Finkelstein pubblica allora una "critica della critica" del libro di Jimmy Carter.

## Saggi e articoli
- Image and Reality of the Israel-Palestine Conflict, Londra e New York, Verso, 1995.
- The Rise and Fall of Palestine: A Personal Account of the Intifada Years, Minneapolis, University of Minnesota Press, 1996, ISBN 0-816628580.
- Norman G. Finkelstein e Ruth Bettina Birn, A Nation on Trial: The Goldhagen Thesis and Historical Truth, New York, H. Holt, 1998. ISBN 0-8050-5872-9.
- Finkelstein, Norman G., L'industria dell'Olocausto. Lo sfruttamento della sofferenza degli ebrei, Milano, Rizzoli, 2002, ISBN 88-17-86827-2.
- Norman G. Finkelstein, "First the Carrot, then the Stick: Behind the Carnage in Palestine", in: Oriente Moderno, n.s. XXI (LXXXII), 2, 2002, pp. 271–274.
- (EN) Finkelstein, Norman G., Gaza: An Inquest Into Its Martyrdom, Oakland, California, University of California Press, 2018, ISBN 9780520295711.
- Beyond Chutzpah: On the Misuse of Anti-Semitism and the Abuse of History, University of California Press, Berkeley (California), 2005. ISBN 0-520-24598-9.